# Muerte en Tombstone
Muerte en Tombstone es una película western de 2013 lanzada directamente en DVD. Fue dirigida por Roel Reiné y protagonizada por Danny Trejo, Anthony Michael Hall, Dina Meyer y Mickey Rourke.

## Argumento
Guerrero De La Cruz es el líder de la banda de Blackwater, una pandilla de ladrones, que se dirige a un pueblo llamado Edendale donde se encuentra mucho oro alojado en el banco de dicho lugar.
Después de que la banda robe el banco, Red (medio hermano del líder) traiciona a Guerrero, ya que él había adquirido los derechos de la mina del lugar y deseaba quedarse con el pueblo. Red convence al resto de la pandilla y juntos asesinan a Guerrero. 
Haciendo un pacto con el mismísimo Diablo después de entrar en el infierno, Guerrero resurge al mundo terrenal para vengar su propia muerte y asesinar a los hombres que lo traicionaron.

## Reparto
- Danny Trejo como Guerrero De La Cruz.
- Anthony Michael Hall como Red Cavanaugh.
- Dina Meyer como Calathea Massey.
- Mickey Rourke como Lucifer.
- Richard Dillane como Jack Sutter.
- Colin Mace como Judah Clark.
- Emil Hostina como Baptiste.
- Ovidiu Niculescu como Darko.
- Ronan Summers como Ramos.
- Edward Akrout como Snake.

- Datos: Q3704222